# 31.ª Cumbre de la Liga Árabe
La cumbre de la Liga Árabe de 2022, oficialmente la 31ª Sesión Ordinaria del Consejo de la Liga de los Estados Árabes a Nivel de Cumbre, también titulada como la Cumbre de Argel, se celebró en su 31ª sesión en Argel. Esta fue la cuarta vez que la ciudad fue sede de este evento. Todos los países árabes estuvieron representados en el evento, con la excepción de Siria, que fue suspendido desde 2011 debido a su crisis actual. La cumbre se pospuso varias veces antes de que se confirmara su fecha el 1 de noviembre de 2022. Inicialmente se iba a celebrar en 2020, 2021 y finalmente en marzo de 2022. Pero debido a la pandemia de COVID-19, se pospuso a noviembre para coincidir con el aniversario del estallido de la Revolución argelina. La cumbre fue también la primera desde que varios países normalizaron relaciones con Israel, provocando un cisma en la posición árabe, que se había mantenido unida sobre lo estipulado en la iniciativa Beirut 2002.
El Rey de Arabia Saudita, el Príncipe Heredero de Arabia Saudita, el Emir de Kuwait, el Rey de Baréin y el Sultán de Omán no asistieron a la cumbre.

## Participantes
- Liga Árabe – Secretary-General Ahmed Aboul Gheit
- Argelia – President Abdelmadjid Tebboune (host)
- Baréin – Special Representative of the King, Mohammed bin Mubarak Al Khalifa[5]
- Comoras – Presidente Azali Assoumani
- Yibuti – Presidente Ismaïl Omar Guelleh
- Egipto – Presidente Abdel Fattah el-Sisi
- Irak – Presidente Abdul Latif Rashid
- Jordania – Príncipe heredero Hussein bin Abdullah
- Kuwait – Príncipe heredero Mishal Al-Ahmad Al-Jaber Al-Sabah
- Líbano – Primer ministro Najib Mikati
- Libia – Chairman of the Presidential Council Mohamed al-Menfi
- Marruecos – Foreign Minister Nasser Bourita
- Mauritania – Presidente Mohamed Ould Ghazouani
- Omán – Deputy Prime Minister Asa'ad bin Tariq
- Palestina – Presidente Mahmoud Abbas
- Catar – Emir Tamim bin Hamad Al Thani
- Arabia Saudita – Foreign Minister Faisal bin Farhan Al Saud[6]
- Somalia – Presidente Hassan Sheikh Mohamud
- Sudán – Chairman Abdel Fattah al-Burhan
- Túnez – Presidente Kais Saied
- Emiratos Árabes Unidos – Primer ministro Mohammed bin Rashid Al Maktoum
- Yemen – Chairman of the Presidential Leadership Council Rashad al-Alimi

### Invitados
- Movimiento de Países No Alineados - Secretario General İlham Əliyev
- Portavoz del Parlamento Árabe Adel Al Asoomi
- Organización de las Naciones Unidas – Secretario General António Guterres
- Organización para la Cooperación Islámica

: Secretario General Hissein Brahim Taha
- Unión Africana – Presidente de la Unión Africana Macky Sall

### Siria
Hubo una amplia discusión sobre la posibilidad de que Siria asistiera a la cumbre, pero debido a la negativa de algunos países influyentes en la Liga, esto no sucedió. Argelia fue uno de los países que exigió la invitación de Damasco.

## Agenda
- La causa palestina
- Las crisis en Siria, Libia y Yemen
- La guerra ruso-ucraniana y sus secuelas
- El terrorismo y su impacto en la región
- Seguridad alimentaria árabe
- Crisis de energía
- Interferencia turca e iraní
- Reforma de la Liga Árabe

## Resultados
Los líderes coincidieron en la declaración final en apoyar la solicitud de Palestina para ser miembro de pleno derecho de la ONU y saludar el anuncio de reconciliación realizado por las facciones palestinas a mediados de octubre. La cumbre puso un fuerte énfasis en mejorar la acción árabe cooperativa para salvaguardar la seguridad nacional árabe en todas las áreas y ayudar a algunas naciones árabes a salir de sus crisis mientras mantienen su soberanía, integridad territorial y unidad, al mismo tiempo que satisfacen las necesidades de sus poblaciones de un nivel decente de vida.